# Islas Solovetski
Las islas Solovetski (del ruso: Солове́цкие острова́, Соловки́) se encuentran en el golfo de Onega del mar Blanco, Rusia. Las islas se administran desde la óblast de Arcángel como el distrito Solovetski y se encuentran atendidas por el aeropuerto de Solovkí. Su superficie es de 347 km² y la población, según el censo ruso de 2002, es de 968; el censo soviético de 1989 establecía 1317 habitantes. El archipiélago de las Solovetski ha estado habitado desde el siglo V a. C. y se pueden encontrar restos de habitantes que se remontan al V milenio a. C. Ha sido un lugar de ferviente actividad monástica desde el siglo XV, con varias iglesias que datan desde el siglo XVI al XIX.«El conjunto histórico y cultural de las islas Solovetski» fue declarado Patrimonio de la Humanidad por la Unesco en 1992.

## Geografía
Este archipiélago está formado por seis islas conocidas en conjunto como el Solovkí:
- Isla Bolshói Solovetski - 246 km²
- Isla Ánzerski (Ánzer) - 47 km²
- Bolsháya Muksalma - 17 km²
- Málaya Muksalma - 0,57 km²
- Bolshói Zayatski - 1,25 km²
- Maly Zayatski - 1,02 km²

Las orillas de las islas son muy recortadas. Están formadas por granito y gneis. El relieve de las islas es ondulado (su mayor altura alcanza los 107 m s. n. m.). La mayor parte de las islas Solovetski están cubiertas por bosques de pino silvestre y pícea de Noruega, que son parcialmente pantanosos. Hay numerosos lagos, que fueron unidos por los monjes de manera que formasen una red de canales. 

## Monasterio

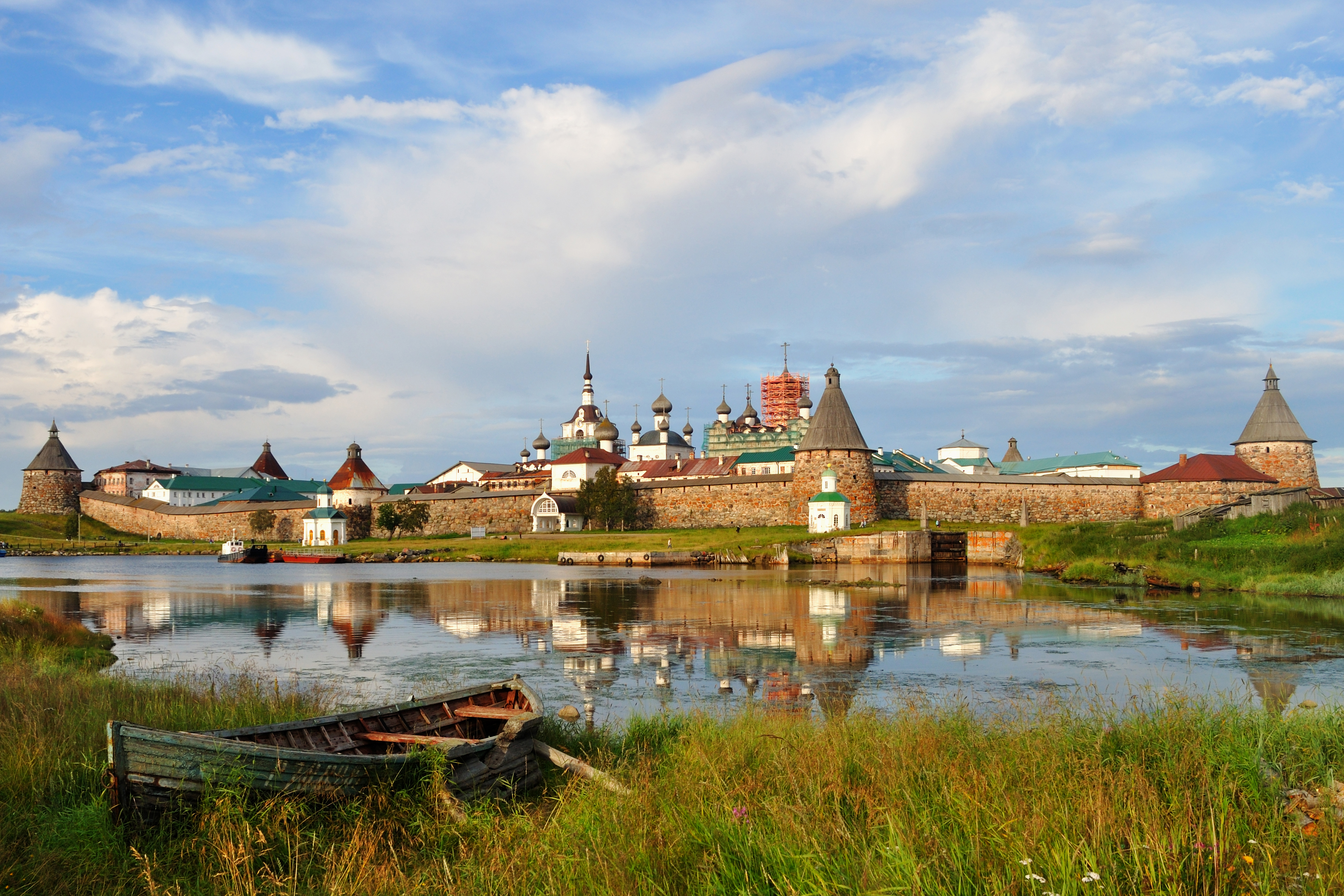
Monasterio de Solovetsky en las islas Solovetsky

Históricamente, las islas han sido el lugar donde se asentaba el famoso complejo del monasterio Solovetski, de religión rusa ortodoxa. Se fundó en el segundo cuarto del siglo XV por dos monjes del monasterio Kirillo-Belozerski. A finales del siglo XVI, la abadía se había convertido en uno de los centros religiosos de Rusia más rico e influyente. 
La actual fortaleza y sus principales iglesias se erigieron en piedra a principios del reinado de Iván el Terrible a instancias del metropolita san Felipe de Moscú. Con la aparición del cisma de la iglesia rusa, los monjes se adhirieron incondicionalmente a la fe de sus padres y expulsaron a los representantes del zar del Solovkí, provocando el sitio de ocho años de las islas por las fuerzas del zar Alejo I. 
Durante el período imperial de la historia rusa, el monasterio fue conocido como una fortaleza que rechazó ataques extranjeros durante la guerra de Livonia (siglo XVI), el Período Tumultuoso (siglo XVII), la guerra de Crimea (siglo XIX) y la guerra civil rusa (siglo XX).

## Historia
Después de la Revolución de octubre, las islas alcanzaron cierta notoriedad como lugar del primer campo de prisioneros soviético. Fue inaugurado como un «campo de detención» en 1921, cuando Lenin estaba aún a cargo de la Rusia Soviética. Fue transformado en prisión en 1929 y cerrado diez años después, con el estallido de la Segunda Guerra Mundial. El gobierno soviético se dio cuenta de la importancia estratégica de las islas y a comienzos de la guerra hubo allí una base naval de la Flota del Norte soviética.

## Patrimonio de la Humanidad
En 1974, las islas Solovetski fueron designadas como un museo arquitectónico e histórico y una reserva natural de la URSS. En 1992, fueron inscritas en la lista de Patrimonio de la Humanidad «como un ejemplo sobresaliente de un asentamiento monástico en el inhóspito medio de Europa septentrional que ilustra admirablemente la fe, tenacidad y empuje de las comunidades religiosas de finales de la época medieval». Hoy, el Solovkí se ve como un centro de atracción turístico en la órbita del Norte ruso. Puede llegarse a las islas por barco desde la ciudad de Kem o por avión desde Arcángel.

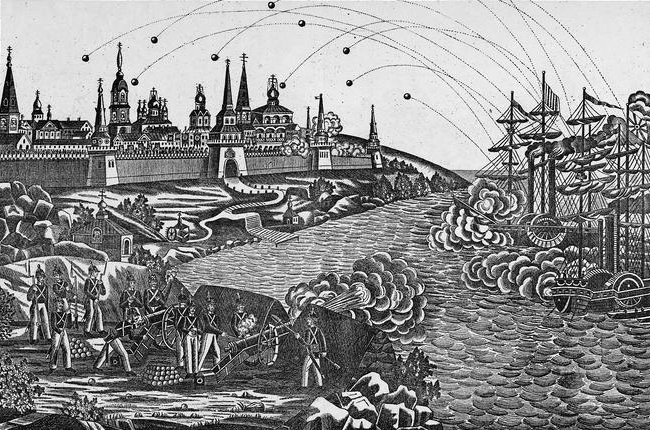
Bombardeo del monasterio Solovetski por la Marina Real Británica durante la guerra de Crimea". Un lubok (estampa popular) de 1868.

| Código  | Nombre                 | Coordenadas                                | Superficie |
| ------- | ---------------------- | ------------------------------------------ | ---------- |
| 632-001 | Isla Solovetski        | 65°05′N 35°40′E / 65.083, 35.667           | 21.872 ha  |
| 632-002 | Isla Anzer             | 65°08′43″N 36°05′47″E / 65.14528, 36.09639 | 4.711 ha   |
| 632-003 | Isla Mucksalma grande  | 65°02′33″N 35°57′31″E / 65.04250, 35.95861 | 1.896 ha   |
| 632-004 | Isla Mucksalma pequeña | 65°01′00″N 36°01′00″E / 65.01667, 36.01667 | 120 ha     |
| 632-005 | Pequeña Zayatski       | 64°57′00″N 35°40′00″E / 64.95000, 35.66667 | 110 ha     |
| 632-006 | Gran Zayatski          | 64°58′00″N 35°39′00″E / 64.96667, 35.65000 | 125 ha     |